# Markéta Hrubešová
Markéta Hrubešová, provdaná Markéta Kraus, (* 17. března 1972 Praha) je česká herečka, moderátorka, kuchařka a spisovatelka.

## Život a kariéra
Jako dítě ráda tancovala a hrála v Dismanově rozhlasovém dětském souboru. Absolvovala pražskou jazykovou základní školu v Ostrovní ulici. Po absolutoriu na Pražské konzervatoři krátce působila ve Východočeském divadle v Pardubicích. Proslavila se rolí ve filmu Oznamuje se láskám vašim, kde hrála po boku Lukáše Vaculíka, v tomto filmu jako 17letá dívka se souhlasem rodičů natočila několik erotických scén.
Kromě herectví využila svůj půvab a atraktivní vzhled zrzky a pracovala také jako fotomodelka.
V roce 2005 se jí narodila dcera Christel Lilly Kraus. Dne 20. července 2007 se provdala za svého dlouholetého partnera, fotografa Davida Krause na zámku Loučeň.
V roce 2012 načetla audioknihu Brusinky (vydala Audiotéka). Jako doprovod ke svým televizním pořadům o vaření vydává od roku 2011 knihy kuchařských receptů. Nejen pro svou dceru začala psát také pohádkové knížky pro děti. Pokračuje v kuchařských knihách, kromě inspirace tradiční kuchyní M. D. Rettigové také edicemi vlastních kuchařských receptů. Napsala rovněž pivní kuchařku s titulem Rebelka (2014). Fotografie jejích pokrmů do knih dodává většinou její manžel. Její bibliografie do roku 2020 čítala šest titulů, některé i ve dvou vydáních.

## Filmografie, výběr

### Film
- 1983 Modré z nebe
- 1988 Oznamuje se láskám vašim
- 1989 Sedím na konári a je mi dobre
- 1989 Jestřábí moudrost
- 1993 Andělské oči
- 1993 Konec básníků v Čechách
- 1993 Peklo v řetězech II
- 1994 Divoké pivo
- 1994 Příliš hlučná samota
- 1994 Vášnivé známosti
- 1994 Žiletky
- 1995 Golet v údolí
- 1995 Ruleta
- 1995 Venušina delta / Venušin pahorek
- 1997 Winter 89
- 1997 Konto separato
- 2003 Jak básníci neztrácejí naději
- 2009 Nepolepšitelný
- 2009 Jménem krále
- 2009 Domina
- 2011 Saxána a Lexikon kouzel
- 2012 Muž, který se směje
- 2014 Poslední cyklista
- 2016 Jak básníci čekají na zázrak
- 2017 Milada
- 2020 Štěstí je krásná věc
- 2022 Slovo

### Televize
- 1980 O Ptáku Ohniváku
- 1992 Detektiv Martin Tomsa (seriál)
- 1992 Dvanáct měsíčků
- 1997 Zdivočelá země (seriál)
- 1999 O princezně z Rimini
- 2003 Bankrotáři
- 2003 Strážce duší (seriál)
- 2005 Ulice (seriál)
- 2007 Boží duha
- 2014 Poslední cyklista – Smržová, ve filmu si zahrála i její dcera Christel, která hrála její filmovou dceru Evu
- 2021 Slunečná (seriál)

## Knihy
- Tak vařím já (2011)
- Markéta vaří Rettigovou
- Rebelka (2014)
- Koko a jeho kamarádi
- Pan Brambora a jeho kamarádi (2017)
- Tak vařím já, 125 receptů pro vytížené ženy (2017)